# HAM-2

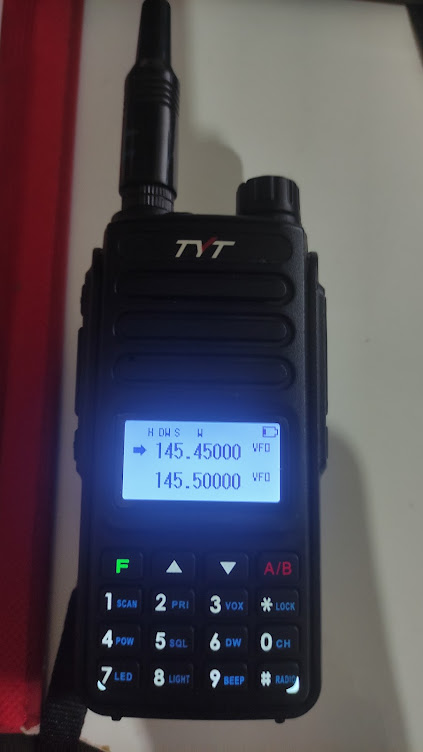
2m-es amatőrsávon kommunikáló kézirádió

A 2 m-es amatőrsáv az ultrarövidhullámú rádiófrekvenciás tartományban lévő, rádióamatőrök számára kijelölt sáv. A kijelölt frekvenciatartomány: 144 – 146 MHz.

## Terjedési sajátosságai[1]
A 2 m-es amatőrsáv az ultrarövid hullámú rádiófrekvenciás tartományban van, ezért leginkább az ultrarövid hullámokra jellemző terjedési tulajdonságai vannak. A 2 m-es hullámhossz kellően rövid ahhoz, hogy megfelelő magasságban (λ/2) elhelyezett antennával ki tudjuk használni a direkt terjedést.
- direkt terjedés
- troposzférikus szóródás
- időnként réteges inverziókon keresztüli terjedés
- ritkán, napfoltmaximumok idején térhullámok, sporadikus E réteg, északi fény
- Meteorscatter

## A 2 m-es amatőrsávra vonatkozó nemzetközisávterv[2]
| ITU 1                                                               | ITU 2                       | ITU 3                                                |
| ------------------------------------------------------------------- | --------------------------- | ---------------------------------------------------- |
| 144–146 MHz 1. AMATŐR 2. MŰHOLDAS AMATŐR                            |                             |                                                      |
| 146–148 MHz 1. ÁLLANDÓHELYŰ 2. MOZGÓ, az (R) légi mozgó kivételével | 146–148 MHz 1. AMATŐR 5.217 | 146–148 MHz 1. AMATŐR 2. ÁLLANDÓHELYŰ 3. MOZGÓ 5.217 |

- 5.217 - Helyettesítő felosztás: Afganisztánban, Bangladesben, Kubában, Guyanában és Indiában a 146−148 MHz sávot elsődleges jelleggel az állandóhelyű és a mozgószolgálat számára osztották fel.

## A sávblokk Magyarországon érvényessávterve[3]
| 144–146 MHz     | 144–146 MHz | 144–146 MHz | 144–146 MHz                   | 144–146 MHz              | 144–146 MHz             | 144–146 MHz                   | 144–146 MHz            |
| A               | B           | C           | D                             | E                        | F                       | G                             | H                      |
| --------------- | ----------- | ----------- | ----------------------------- | ------------------------ | ----------------------- | ----------------------------- | ---------------------- |
| AMATŐR          |             | P           | 1                             | K                        | Amatőrrádiózás          | ECC/REC/(02)01 MSZ EN 301 783 | 3. melléklet 7. pont   |
| MŰHOLDAS AMATŐR |             | P           | 1                             | K                        | Műholdas amatőrrádiózás | ECC/REC/(02)01 MSZ EN 301 783 | 3. melléklet 7. pont   |
|                 |             | PN          |                               |                          | SRD                     |                               | 3. melléklet 9.1. pont |
| 3               | K           | PN          | Rádiómeghatározó alkalmazások | 3. melléklet 9.7.2. pont |                         |                               |                        |

- Az A oszlop meghatározza az adott sávhoz rendelt egyes rádiószolgálatokat
- A B oszlop meghatározza a vonatkozó lábjegyzetet, a harmonizált katonai sávra
- A C oszlop meghatározza a polgári, a nem polgári vagy az együttes célú használatra történő felosztást. A polgári célú felosztást P, a nem polgári célút N és az együttes célút E jelöli.
- A D oszlop meghatározza az alkalmazás jellegét. Az elsődleges jelleget 1-es, a másodlagos jelleget 2-es, a harmadlagos jelleget 3-as szám jelöli.
- Az E oszlop meghatározza az alkalmazás használatbavételi lehetőségét. A kijelölt kategóriát K, a tervezett kategóriát T jelöli.
- Az F oszlop meghatározza az alkalmazás megnevezését.
- A G oszlop tartalmazza a vonatkozó nemzetközi és hazai dokumentumokra hivatkozásokat
- A H oszlop tartalmazza a frekvenciasávok használata során alkalmazandó további rádióspektrum-gazdálkodási követelményeket és jellemzőket, valamint sávhasználati feltételeket.

## Felosztása[4][5]
| Frekvenciatartomány (Hz) | Frekvenciatartomány (Hz) | Használható adóteljesítmény (W) | Használható adóteljesítmény (W) | Használható adóteljesítmény (W) | Használható sávszélesség (Hz) | Üzemmód/felhasználás | Engedélyezett adásmód | Engedélyezett adásmód | Engedélyezett adásmód |
| Kezdete                  | Vége                     | Kezdő                           | CEPT                            | HAREC                           | Használható sávszélesség (Hz) | Üzemmód/felhasználás | Kezdő | CEPT | HAREC |
| ------------------------ | ------------------------ | ------------------------------- | ------------------------------- | ------------------------------- | ----------------------------- | --- | --- | --- | --- |
| 144000000                | 144025000                | 0                               | 0                               | 0                               |                               | Műholdas kommunikáció, lejövő ág, Űr-Föld irány | A1A | A1A | A1A |
| 144025000                | 144110000                | 50                              | 200                             | 1000                            | 500                           | CW MS - 144050000 CW Hívofrekvencia - 144100000 MS | A1A | A1A | A1A |
| 144110000                | 144150000                | 50                              | 200                             | 1000                            | 500                           | CW MGM EME - 144116000 - Q65 - 144120000 - JT65, JT9, echo | A1A, A1B, A1D, F1A, F1B, F1D | A1A, A1B, A1D, F1A, F1B, F1D | A1A, A1B, A1D, F1A, F1B, F1D |
| 144150000                | 144180000                | 50                              | 200                             | 1000                            | 2700                          | - 144150000 - MSK144 - 144174000 - FT8 - 144170000 - FT4 - 144178000 - JS8 | A1A, A1B, A1D, A2A, A2B, A2D, F1A, F1B, F1D, F2A, F2B, F2D, J2A, J2B, J2D, J2E, J3E, R3E                                                             | A1A, A1B, A1D, A2A, A2B, A2D, F1A, F1B, F1D, F2A, F2B, F2D, J2A, J2B, J2D, J2E, J3E, R3E                                                             | A1A, A1B, A1D, A2A, A2B, A2D, F1A, F1B, F1D, F2A, F2B, F2D, J2A, J2B, J2D, J2E, J3E, R3E                                                             |
| 144180000                | 144360000                | 50                              | 200                             | 1000                            | 2700                          | CW USB MGM - 144195000 - 144205000 MS USB - 144300000 - USB aktivitásközép | A1A, A1B, A2A, A2B, F1A, F1B, F2A, F2B, J2A, J2B, J2E, J3E, R3E                                                                                      | A1A, A1B, A2A, A2B, F1A, F1B, F2A, F2B, J2A, J2B, J2E, J3E, R3E                                                                                      | A1A, A1B, A2A, A2B, F1A, F1B, F2A, F2B, J2A, J2B, J2E, J3E, R3E                                                                                      |
| 144360000                | 144400000                | 50                              | 200                             | 1000                            | 2700                          | - 144360000 - MSK144 | A1A, A1B, A1D, A2A, A2B, A2D, F1A, F1B, F1D, F2A, F2B, F2D, J2A, J2B, J2D, J2E, J3E, R3E                                                             | A1A, A1B, A1D, A2A, A2B, A2D, F1A, F1B, F1D, F2A, F2B, F2D, J2A, J2B, J2D, J2E, J3E, R3E                                                             | A1A, A1B, A1D, A2A, A2B, A2D, F1A, F1B, F1D, F2A, F2B, F2D, J2A, J2B, J2D, J2E, J3E, R3E                                                             |
| 144400000                | 144491000                | 0                               | 0                               | 100                             | 500                           | IBP - 144489000 - WSPR | | | |
| 144491000                | 144500000                | 50                              | 200                             | 1000                            | 500                           | MGM, Jeladók, MGM kísérlet | | | |
| 144500000                | 144794000                | 50                              | 200                             | 1000                            | 20000                         | Vegyes felhasználás - 144500000 - Képi átvitel, SSTV, FAX - 144600000 - Adatátvitel aktivitásközép - 144750000 - ATV | A1A, A1B, A1C, A1D, A2A, A2B, A2C, A2D, A3C, A3E, F1A, F1B, F1C, F1D, F2A, F2B, F2C, F2D, F3C, F3E, F3F, J2A, J2B, J2C, J2D, J2E, J3C, J3E, J3F, R3E | A1A, A1B, A1C, A1D, A2A, A2B, A2C, A2D, A3C, A3E, F1A, F1B, F1C, F1D, F2A, F2B, F2C, F2D, F3C, F3E, F3F, J2A, J2B, J2C, J2D, J2E, J3C, J3E, J3F, R3E | A1A, A1B, A1C, A1D, A2A, A2B, A2C, A2D, A3C, A3E, F1A, F1B, F1C, F1D, F2A, F2B, F2C, F2D, F3C, F3E, F3F, J2A, J2B, J2C, J2D, J2E, J3C, J3E, J3F, R3E |
| 144794000                | 144975000                | 50                              | 200                             | 1000                            | 12000                         | MGM, digitális módú átvitel - 144800000 - APRS - 144812500 - Digitális haghátvitel, internet átjáró - 144825000 - Digitális haghátvitel, internet átjáró - 144837500 - Digitális haghátvitel, internet átjáró - 144850000 - Digitális haghátvitel, internet átjáró - 144862500 - Digitális haghátvitel, internet átjáró | A1D, A2D, F1D, F2D, J2D | A1D, A2D, F1D, F2D, J2D | A1D, A2D, F1D, F2D, J2D |
| 144975000                | 145194000                | 50                              | 200                             | 1000                            | 12000                         | FM, Digitális hangátvitel - Átjátszók bemeneti csatornái | F3E | F3E | F3E |
| 145194000                | 145206000                | 50                              | 200                             | 1000                            | 12000                         | FM, Digitális hangátvitel - Űrbéli kommunikáció | F3E | F3E | F3E |
| 145206000                | 145562500                | 50                              | 200                             | 1000                            | 12000                         | FM, Digitális hangátvitel - 145237500 - FM, internet átjáró - 145287500 - FM, internet átjáró - 145337500 - FM, internet átjáró - 145375000 - Digitális hívócsatorna - 145500000 - FM hívócsatorna | F3E | F3E | F3E |
| 145575000                | 145793500                | 0                               | 0                               | 1000                            | 12000                         | FM, Digitális hangátvitel - Átjátszók kimeneti csatornái | | | F3E |
| 145794000                | 145806000                | 50                              | 200                             | 1000                            | 12000                         | Űrbéli kommunikáció | F3E | F3E | F3E |
| 145806000                | 146000000                | 50                              | 200                             | 1000                            | 12000                         | Műholdas kommunikáció | A1A, A1B, A1C, A1D, A2A, A2B, A2C, A2D, A3C, A3E, F1A, F1B, F1C, F1D, F2A, F2B, F2C, F2D, F3C, F3E, F3F, J2A, J2B, J2C, J2D, J2E, J3C, J3E, J3F, R3E | A1A, A1B, A1C, A1D, A2A, A2B, A2C, A2D, A3C, A3E, F1A, F1B, F1C, F1D, F2A, F2B, F2C, F2D, F3C, F3E, F3F, J2A, J2B, J2C, J2D, J2E, J3C, J3E, J3F, R3E | A1A, A1B, A1C, A1D, A2A, A2B, A2C, A2D, A3C, A3E, F1A, F1B, F1C, F1D, F2A, F2B, F2C, F2D, F3C, F3E, F3F, J2A, J2B, J2C, J2D, J2E, J3C, J3E, J3F, R3E |

### 12.5 kHz -es sávszélességű csatornakiosztás FM és digitális üzemmódokra
|                    |              |                              | Használható teljesítmény (W) | Használható teljesítmény (W) | Használható teljesítmény (W) |
| Csatornaközép (Hz) | Csatornaszám | Leírás                       | Kezdő                        | CEPT                         | HAREC                        |
| ------------------ | ------------ | ---------------------------- | ---------------------------- | ---------------------------- | ---------------------------- |
| 145000000          | V00          | Átjátszók bemeneti csatornái | 50                           | 200                          | 1000                         |
| 145012500          | V01          | Átjátszók bemeneti csatornái | 50                           | 200                          | 1000                         |
| 145025000          | V02          | Átjátszók bemeneti csatornái | 50                           | 200                          | 1000                         |
| 145037500          | V03          | Átjátszók bemeneti csatornái | 50                           | 200                          | 1000                         |
| 145050000          | V04          | Átjátszók bemeneti csatornái | 50                           | 200                          | 1000                         |
| 145062500          | V05          | Átjátszók bemeneti csatornái | 50                           | 200                          | 1000                         |
| 145075000          | V06          | Átjátszók bemeneti csatornái | 50                           | 200                          | 1000                         |
| 145087500          | V07          | Átjátszók bemeneti csatornái | 50                           | 200                          | 1000                         |
| 145100000          | V08          | Átjátszók bemeneti csatornái | 50                           | 200                          | 1000                         |
| 145112500          | V05          | Átjátszók bemeneti csatornái | 50                           | 200                          | 1000                         |
| 145125000          | V10          | Átjátszók bemeneti csatornái | 50                           | 200                          | 1000                         |
| 145137500          | V11          | Átjátszók bemeneti csatornái | 50                           | 200                          | 1000                         |
| 145150000          | V12          | Átjátszók bemeneti csatornái | 50                           | 200                          | 1000                         |
| 145162500          | V13          | Átjátszók bemeneti csatornái | 50                           | 200                          | 1000                         |
| 145175000          | V14          | Átjátszók bemeneti csatornái | 50                           | 200                          | 1000                         |
| 145187500          | V15          | Átjátszók bemeneti csatornái | 50                           | 200                          | 1000                         |
| 145200000          | V16          | Űrbéli kommunikáció          | 50                           | 200                          | 1000                         |
| 145212500          | V17          | FM/Digitális hangcsatorna    | 50                           | 200                          | 1000                         |
| 145225000          | V18          | FM/Digitális hangcsatorna    | 50                           | 200                          | 1000                         |
| 145237500          | V19          | FM - internet átjáró         | 50                           | 200                          | 1000                         |
| 145250000          | V20          | FM/Digitális hangcsatorna    | 50                           | 200                          | 1000                         |
| 145262500          | V21          | FM/Digitális hangcsatorna    | 50                           | 200                          | 1000                         |
| 145275000          | V22          | FM/Digitális hangcsatorna    | 50                           | 200                          | 1000                         |
| 145287500          | V23          | FM - internet átjáró         | 50                           | 200                          | 1000                         |
| 145300000          | V24          | FM/Digitális hangcsatorna    | 50                           | 200                          | 1000                         |
| 145312500          | V25          | FM/Digitális hangcsatorna    | 50                           | 200                          | 1000                         |
| 145325000          | V26          | FM/Digitális hangcsatorna    | 50                           | 200                          | 1000                         |
| 145337500          | V27          | FM - internet átjáró         | 50                           | 200                          | 1000                         |
| 145350000          | V28          | FM/Digitális hangcsatorna    | 50                           | 200                          | 1000                         |
| 145362500          | V29          | FM/Digitális hangcsatorna    | 50                           | 200                          | 1000                         |
| 145375000          | V30          | DIGITÁLIS HÍVÓCSATORNA       | 50                           | 200                          | 1000                         |
| 145387500          | V31          | FM/Digitális hangcsatorna    | 50                           | 200                          | 1000                         |
| 145400000          | V32          | FM/Digitális hangcsatorna    | 50                           | 200                          | 1000                         |
| 145412500          | V33          | FM/Digitális hangcsatorna    | 50                           | 200                          | 1000                         |
| 145425000          | V34          | FM/Digitális hangcsatorna    | 50                           | 200                          | 1000                         |
| 145437500          | V35          | FM/Digitális hangcsatorna    | 50                           | 200                          | 1000                         |
| 145450000          | V36          | FM/Digitális hangcsatorna    | 50                           | 200                          | 1000                         |
| 145462500          | V37          | FM/Digitális hangcsatorna    | 50                           | 200                          | 1000                         |
| 145475000          | V38          | FM/Digitális hangcsatorna    | 50                           | 200                          | 1000                         |
| 145487500          | V39          | FM/Digitális hangcsatorna    | 50                           | 200                          | 1000                         |
| 145500000          | V40          | FM HÍVÓCSATORNA              | 50                           | 200                          | 1000                         |
| 145512500          | V41          | FM/Digitális hangcsatorna    | 50                           | 200                          | 1000                         |
| 145525000          | V42          | FM/Digitális hangcsatorna    | 50                           | 200                          | 1000                         |
| 145537500          | V43          | FM/Digitális hangcsatorna    | 50                           | 200                          | 1000                         |
| 145550000          | V44          | FM/Digitális hangcsatorna    | 50                           | 200                          | 1000                         |
| 145562500          | V45          | FM/Digitális hangcsatorna    | 50                           | 200                          | 1000                         |
| 145575000          | V46          | FM/Digitális hangcsatorna    | 50                           | 200                          | 1000                         |
| 145587500          | V47          | FM/Digitális hangcsatorna    | 50                           | 200                          | 1000                         |
| 145600000          | RV48         | Átjátszók kimeneti csatornái | 0                            | 0                            | 1000                         |
| 145612500          | RV49         | Átjátszók kimeneti csatornái | 0                            | 0                            | 1000                         |
| 145625000          | RV50         | Átjátszók kimeneti csatornái | 0                            | 0                            | 1000                         |
| 145637500          | RV51         | Átjátszók kimeneti csatornái | 0                            | 0                            | 1000                         |
| 145650000          | RV52         | Átjátszók kimeneti csatornái | 0                            | 0                            | 1000                         |
| 145662500          | RV53         | Átjátszók kimeneti csatornái | 0                            | 0                            | 1000                         |
| 145675000          | RV54         | Átjátszók kimeneti csatornái | 0                            | 0                            | 1000                         |
| 145687500          | RV55         | Átjátszók kimeneti csatornái | 0                            | 0                            | 1000                         |
| 145700000          | RV56         | Átjátszók kimeneti csatornái | 0                            | 0                            | 1000                         |
| 145712500          | RV57         | Átjátszók kimeneti csatornái | 0                            | 0                            | 1000                         |
| 145725000          | RV58         | Átjátszók kimeneti csatornái | 0                            | 0                            | 1000                         |
| 145737500          | RV59         | Átjátszók kimeneti csatornái | 0                            | 0                            | 1000                         |
| 145750000          | RV60         | Átjátszók kimeneti csatornái | 0                            | 0                            | 1000                         |
| 145762500          | RV61         | Átjátszók kimeneti csatornái | 0                            | 0                            | 1000                         |
| 145775000          | RV62         | Átjátszók kimeneti csatornái | 0                            | 0                            | 1000                         |
| 145787500          | RV63         | Átjátszók kimeneti csatornái | 0                            | 0                            | 1000                         |

## Gyakorlati felhasználása
A hullámhossz méretéből adódóan már észszerű méretekben is készíthetőek nagyobb nyereségű antennák, így lehetőség van kísérletezni műholdas kommunikációval, EME összeköttetésekkel.
Amatőr használatra széles sáv került kijelölésre, így lehetőség van szélessávú üzemmódok használatára.
A sáv terjedési tulajdonságait tekintve leginkább az URH-ra jellemző módon terjed, de időszakosan előfordulhatnak rövidhullámra jellemző terjedések, így alkalmanként lehetőség nyílik DX összeköttetések létesítésére is.
A 2m-es amatőrsáv használata elterjedt, széleskörűen használt. Könnyen hozzáférhető, olcsóbb készülékek is lehetőséget nyújtanak ennek a sávnak a használatára, így kezdő amatőrök is használhatják.
A sáv hullámhosszából adódóan kisebb méretű antennákkal is nagy nyereséget lehet elérni, így hegytetőkre kitelepülve akár 100 km-nél nagyobb összeköttetések is létesíthetőek kisebb teljesítménnyel is. Léteznek gépjárművekbe beépíthető adó-vevő készülékek, melyek alkalmasak a 2m-es amatőrsáv használatára.
Magyarországon is sok átjátszóállomás üzemel, melyek lehetőséget adnak nagyobb távolságú összeköttetések létesítésére is.

### Magyarországi jeladók[6]
| Hívójel | Frekvencia [MHz] | QTH/Név    | QTH Lokátor | Adásmód | ASL | AGL | Antenna      | P | Telj. [W] |
| ------- | ---------------- | ---------- | ----------- | ------- | --- | --- | ------------ | - | --------- |
| HG1BVA  | 144,460          | Kétvölgy   | JN86CV70cu  | A1A     | 370 | 28  | 3x2 el DK7ZB | H | 15,00     |
| HG8BVA  | 144,481          | Vésztő     | KN06PW11mx  | A1A     | 85  | 35  | 5el.Yagi     | H | 3,00      |
| HG6BVA  | 144,490          | Kőrös-bérc | KN08FB      | A1      | 954 | 20  | Big wheel    | H | 5,00      |

### Magyarországon létesítettátjátszóállomások[7]
| Hívójel | QTH Név                    | Lejövő (kHz) | Felmenő (kHz) | Csatorna | Shift (kHz) | Üzemmód | CTCSS DL/UL(Hz) | Echolink | QTH-lokátor | ASL  |
| HG0RVA  | Debrecen                   | 145600       | 145000        | RV48     | -600        | FM/C4FM | 131.8/131.8     | 406293   | KN07TN      | 157  |
| HG5RVB  | Budapest (Svábhegy)        | 145600       | 145000        | RV48     | -600        | FM      | 114.8/114.8     |          | JN97LM      | 500  |
| HG3RVB  | Fonyód                     | 145612.5     | 145012.5      | RV49     | -600        | FM      | 107.2/--        | 202467   | JN86SR      | 243  |
| HG6RVA  | Galyatető                  | 145625       | 145025        | RV50     | -600        | FM      | 114.8/114.8     |          | JN97WV      | 1035 |
| HG1RVD  | Győr (Nyúl-hegy)           | 145637.5     | 145037.5      | RV51     | -600        | FM      | 107.2/107.2     | 939217   | JN87TN      | 310  |
| HG7RVA  | Érd                        | 145650       | 145050        | RV52     | -600        | FM      | --/--           | 608207   | JN97KK      | 260  |
| HG1RVA  | Zalaegerszeg               | 145662.5     | 145062.5      | RV53     | -600        | FM/C4FM | 107.2/--        | 501567   | JN86JT      | 370  |
| HG2RVC  | Dorog                      | 145662.5     | 145062.5      | RV53     | -600        | FM      | 107.2/107.2     |          | JN97IR      | 168  |
| HG8RVC  | Szeged                     | 145662.5     | 145062.5      | RV53     | -600        | FM      | --/131.8        | 456734   | KN06BG      | 197  |
| HG5RVA  | Gerecse                    | 145675       | 145075        | RV54     | -600        | FM      | 107.2/107.2     |          | JN97FQ      | 708  |
| HG1RVB  | Sopron                     | 145687.5     | 145087.5      | RV55     | -600        | FM      | 107.2/--        | 7649     | JN87GP      | 484  |
| HG8RVD  | Rém                        | 145687.5     | 145087.5      | RV55     | -600        | FM      | 131.8/131.8     |          | JN96NG      | 190  |
| HG9RVB  | Miskolc (Bükkszentkereszt) | 145687.5     | 145087.5      | RV55     | -600        | FM      | 114.8/114.8     | 424421   | KN08HB      | 732  |
| HG3RVF  | Kaposvár 2. (Igal)         | 145700       | 145100        | RV56     | -600        | FM      | 74.4/74.4       | 58700    | JN86XN      | 336  |
| HG8RVB  | Békéscsaba                 | 145700       | 145100        | RV56     | -600        | FM      | --/--           |          | KN06MQ      | 178  |
| HG2RVA  | Kőrishegy (Bakony)         | 145712.5     | 145112.5      | RV57     | -600        | FM      | 107.2/107.2     | 496382   | JN87VH      | 744  |
| HG9RVA  | Kis-kőhát (Bükk)           | 145725       | 145125        | RV58     | -600        | FM      | 114.8/114.8     | 382993   | KN08FB      | 976  |
| HG3RVC  | Szekszárd                  | 145737.5     | 145137.5      | RV59     | -600        | FM      | 74.4/--         |          | JN96II      | 296  |
| HG8RVA  | Kiskunfélegyháza           | 145762.5     | 145162.5      | RV61     | -600        | FM      | 131.8/131.8     | 448398   | JN96WQ      | 125  |
| HG9RVD  | Ózd                        | 145762.5     | 145162.5      | RV61     | -600        | FM      | 114.8/114.8     | 428776   | KN08DF      | 293  |
| HG3RVA  | Pécs (Tubes)               | 145775       | 145175        | RV62     | -600        | FM      | 74.4/74.4       | 253657   | JN96CC      | 616  |
| HG9RVC  | Sátoraljaújhely            | 145775       | 145175        | RV62     | -600        | FM      | 114.8/114.8     | 411830   | KN08TJ      | 558  |
| HG2RVD  | Esztergom (Vaskapu-hegy)   | 145787.5     | 145187.5      | RV63     | -600        | FM      | 107.2/107.2     | 185833   | JN97JS      | 370  |
| HG7RVC  | Cegléd                     | 145787.5     | 145187.5      | RV63     | -600        | FM      | 114.8/114.8     |          | JN97VE      | 136  |